# Mutišov
Mutišov (deutsch Muttischen) ist ein Ortsteil der Stadt Slavonice im Okres Jindřichův Hradec in Tschechien. Er liegt zwei Kilometer nordöstlich von Slavonice.

## Geographie
Mutišov befindet sich östlich der Javořická vrchovina in der Talmulde des Mutišovský potok. Östlich erhebt sich der Montserrat (562 m). Am östlichen Ortsrand verläuft die Eisenbahn von Slavonice nach Dačice.
Nachbarorte sind Dolní Bolíkov im Norden, Cizkrajov im Nordosten, Mutná im Osten, Chvaletín im Südosten, Slavonice im Südwesten, Kadolec und Stálkov im Westen sowie Vlastkovec und Nová Ves im Nordwesten.

## Geschichte
Die erste urkundliche Erwähnung des Ortes erfolgte im Jahre 1365 unter dem Namen „Muthissowicz“. Für 1369 ist die Schreibweise „Mutoschowicz“ und für 1409 „Muttisow“ belegt. Die Veste im Ort besteht seit dem Jahre 1386. Der Ort wurde im Jahre 1548 an die Herren Kraiger von Kraigk verkauft. Ab ist das Schicksal des Ortes eng mit Datschitz verknüpft. Die Matriken des Ortes werden seit dem Jahre 1790 in Sitzgras geführt. Im Jahre 1879 vernichtete ein Großbrand einen Teil der Ortschaft. Um das Jahr 1900 erhielt der Ort eine Haltestelle für die Anschlusslinie an die Franz-Josefs-Bahn.
Nach dem Ersten Weltkrieg zerfiel der Vielvölkerstaat Österreich-Ungarn. Der Friedensvertrag von Saint Germain 1919 erklärte den Ort zum Bestandteil der neuen Tschechoslowakischen Republik. Nach dem Münchner Abkommen, das 1938 die Abtretung der sudetendeutschen Gebiete an Deutschland regelte, rückten im Oktober deutsche Truppen im Ort ein, der bis 1945 zum Kreis Waidhofen an der Thaya im Gau Niederdonau gehörte.
Nach dem Ende des Zweiten Weltkrieges   wurden die im Münchener Abkommen   an Deutschland übertragenen Territorien, also auch der Ort Muttischen,  wieder der Tschechoslowakei zugeordnet.  Am 6. Juni 1945 wurde Muttischen, zeitgleich mit den umliegenden Orten, von  militanten Tschechen besetzt. Sie nahmen vier Männer als Geiseln und vertrieben anschließend die Ortsbevölkerung und zuletzt die Geiseln über die Grenze nach Österreich. Ein Mann wurde erschossen. Das Vermögen der deutschen Bewohner wurde durch das Beneš-Dekret 108 konfisziert und die katholische Ortskirche in der kommunistischen Ära enteignet.

## Wappen und Siegel
Die älteste Abbildung des Siegels von Muttischen stammt aus dem Jahre 1749 und zeigt innerhalb der Umschrift „SIGILL.DES.DORF.MVTISCHN“ ein abwärts gerichtetes Pflugeisen.

## Bevölkerungsentwicklung
| Volkszählung | Einwohner gesamt | Volkszugehörigkeit der Einwohner | Volkszugehörigkeit der Einwohner | Volkszugehörigkeit der Einwohner |
| Jahr         | Einwohner gesamt | Deutsche                         | Tschechen                        | Andere                           |
| ------------ | ---------------- | -------------------------------- | -------------------------------- | -------------------------------- |
| 1880         | 155              | 153                              | 2                                | -                                |
| 1890         | 145              | 143                              | 2                                | -                                |
| 1900         | 132              | 129                              | 3                                | –                                |
| 1910         | 141              | 141                              | -                                | –                                |
| 1921         | 166              | 156                              | 4                                | 6                                |
| 1930         | 163              | 154                              | 2                                | 7                                |
| 1991         | 57               |                                  |                                  |                                  |
| 2001         | 66               |                                  |                                  |                                  |

## Sehenswürdigkeiten
- Die Kapelle des hl. Johannes des Täufers  wurde 1904 an der Stelle einer früheren Holzkapelle errichtet
- 2 Marterl
- 4 Feldkreuze
- Montserratkirche auf dem Montserrat

## Persönlichkeiten
- Thomas Zach (1922–2016), akademischer Maler, Grafiker und Kulturpreisträger

## Brauchtum
Reiches Brauchtum bestimmte den Jahreslauf der 1945/46 vertriebenen, deutschen Ortsbewohner:
- Geheiratet wurde vor allem zur Fasching- oder Herbstzeit. Traditionsgemäß wurde die Braut von ihren Eltern vor dem Elternhaus feierlich verabschiedet. Anschließend erfolgte der sogenannte Hochzeitsauszug. Voran der Brautführer mit der Braut, im Anschluss daran die Kranzljungfern mit dem Bräutigam, dem junge Paare folgten. Den Abschluss bildeten die ledigen Männer. Erfolgte die Feier im Nachbarort Sitzgras, wurde der Hochzeitszug bei der Rückkehr nach Muttischen zweimal von Menschenketten aufgehalten, ein Wegzoll musste verrichtet werden, bevor der Weg wieder freigegeben wurde.